# 労働基準
労働基準（ろうどうきじゅん）とは、労働者を保護するための労働関係に関する最低基準。狭義には、労働条件の最低基準を指すが、広義には、集団的労働関係、職業安定、職業能力開発、社会保障、立法、行政機構等に関する基準も含まれる。本項では、主として狭義の労働基準について解説する。労働基準には、各国が法令で定めたもののほか、国際労働機関が条約又は勧告として定めた国際労働基準などがある。

## 日本の労働基準
日本の労働基準は、法令によって、労働者、使用者又は事業者の権利義務として定められ（ただし、労働者派遣においては、労働者派遣法の定めるところにより、使用者及び事業者たる派遣元事業者に課せられた義務の一部が派遣先事業者に委譲される）、その履行確保は、労使当事者の努力はもとより、民事的強行法規性、違反者に対する刑事罰、監督機関による行政監督（立入検査、報告徴収、許認可、命令等）により図られている。
日本の労働者は、原則として身分・業種の区別無く次に掲げる労働基準を定める法令の適用を受け、一元的な行政監督の対象となるが、例外として、公務員、船員等の身分にある労働者や、鉱山における保安については法令及び監督機関に特例又は適用除外の制度が設けられている。これについては、「適用除外、特例等」の節で述べる。

### 労働基準に関する法令
日本の労働基準ないし労働条件に関する主な法令は、災害補償保険関係法及び公務員にのみ適用される法律を除き、次のとおりである。
- 民法（明治29年法律第89号）（1896年） - 第3編第2章第8節「雇用」
- 労働基準法（昭和22年4月7日法律第49号）（1947年）
- 船員法（昭和22年9月1日法律第100号）（1947年）
- 鉱山保安法（昭和24年5月16日法律第70号）（1949年）
- 最低賃金法（昭和34年4月15日法律第137号）（1959年）
- じん肺法（昭和35年3月31日法律第30号）（1960年）
- 労働災害防止団体法（昭和39年6月29日法律第118号）（1964年）
- 船員災害防止活動の促進に関する法律（昭和42年7月15日法律第61号）（1967年）
- 炭鉱災害による一酸化炭素中毒症に関する特別措置法（昭和42年7月28日法律第92号）（1967年）
- 家内労働法（昭和45年5月16日法律第60号）（1970年）
- 労働安全衛生法（昭和47年6月8日法律第57号）（1972年）
- 作業環境測定法（昭和50年5月1日法律第28号）（1975年）
- 賃金の支払の確保等に関する法律（昭和51年5月27日法律第34号）（1976年）
- 自動車運転者の労働時間等の改善のための基準（平成元年2月9日労働省告示第7号）（1989年）
- 雇用の分野における男女の均等な機会及び待遇の確保等に関する法律（昭和47年7月1日法律第113号）（1985年）（略称　男女雇用機会均等法）
- 育児休業、介護休業等育児又は家族介護を行う労働者の福祉に関する法律（平成3年5月15日法律第76号）（1991年）（略称　育児介護休業法）
- 労働時間等の設定の改善に関する特別措置法（平成4年7月2日法律第90号）（1992年）
- 短時間労働者及び有期雇用労働者の雇用管理の改善等に関する法律（平成5年6月18日法律第76号）[3]（1993年）（略称　パートタイム・有期雇用労働法）
- 労働契約法（平成19年12月5日法律第128号）（2007年）
- 過労死等防止対策推進法（平成26年6月27日法律第100号）（2014年）
- 専門的知識等を有する有期雇用労働者等に関する特別措置法（平成26年11月28日法律第137号）（2014年）
- 外国人の技能実習の適正な実施及び技能実習生の保護に関する法律（平成28年11月28日第89号）（2016年）（略称　外国人技能実習法）
- 建設工事従事者の安全及び健康の確保の推進に関する法律（平成28年12月16日法律第111号）（2016年）（通称　建設職人基本法）

このうち労働基準法は、労働者、使用者、賃金等労働条件に関する基本的概念を定義し、他の多くの労働法令がこの定義に準拠しており、また、労働基準監督機関の組織等も規定していることから、労働基準ないし労働条件分野の基本法と言うことができる。
労働基準監督機関（厚生労働大臣、厚生労働省労働基準局長、都道府県労働局長、労働基準監督署長、労働基準監督官等）が監督を行うのは、このうち、労働基準法、最低賃金法、じん肺法、炭鉱災害による一酸化炭素中毒症に関する特別措置法、家内労働法、労働安全衛生法、作業環境測定法、賃金の支払の確保等に関する法律及び自動車運転者の労働時間等の改善のための基準である。外国人技能実習法の履行確保や外国人技能実習生の保護、援助等については基本的に外国人技能実習機構が行うが、立入検査等の業務を労働基準監督官が行うこともある。また、労働基準監督機関が特別司法警察権を有するのは、更にこのうち労働基準法、最低賃金法、じん肺法、炭鉱災害による一酸化炭素中毒症に関する特別措置法、家内労働法、労働安全衛生法、作業環境測定法及び賃金の支払の確保等に関する法律だけである。専門的知識等を有する有期雇用労働者等に関する特別措置法は労働契約法中の無期転換ルールの特例を定める法律であるがその手続は都道府県労働局長が行う。
男女雇用機会均等法、育児介護休業法及びパートタイム・有期雇用労働法については、労働基準監督機関ではなく、婦人行政（厚生労働省雇用環境・均等局及び都道府県労働局雇用環境・均等部（室））が行う。
船員法及び船員災害防止活動の促進に関する法律については、船員に適用されるものであり、船員に部分的に適用される労働基準法とともに、船員労務官が監督を行う。
鉱山保安法は鉱山に適用されるもので、鉱務監督官が監督を行う。
民法及び労働契約法については監督は行われない。労働時間等の設定の改善に関する特別措置法、過労死等防止対策推進法及び建設工事従事者の安全及び健康の確保の推進に関する法律は、理念法ないし努力義務を規定した法律であるため、労働基準監督機関はガイドラインその他の周知・啓発を行うものである。労働災害防止団体法は、労働災害防止のための事業者団体について定めた法律であり、直接労働条件を定める規定は無い。

#### 廃止法令
労働基準に関する規定を有する法令で廃止されたものは次のとおりである。なお、法律として廃止された訳ではないものの、労働災害防止団体等に関する法律は1972年に元方事業主等に対する規制部分を労働安全衛生法に譲って労働災害防止団体法に改題しているので注意されたい。
- 芸娼妓解放令（明治5年10月2日太政官布告第295号）（1872年）
- 前借金無効の司法省達（明治5年10月9日司法省第295号）（1872年）
- 日本坑法（明治6年7月20日第259号布告）（1873年）
- 金銭貸借引當ニ人身書入厳禁（明治8年8月14日太政官布告第128号）（1875年）
- 鉱業条例（明治23年9月26日法律第87号）（1890年）
  - 鉱業警察規則（明治25年3月16日農商務省令第7号）（1892年）
- 船員法（明治32年3月8日法律第47号）（1899年）
- 鉱業法（明治38年3月8日法律第45号）（1905年）
  - 鉱業警察規則（明治38年6月22日農商務省令第19号）（1905年）
- 工場法（明治44年3月29日法律第45号）（1911年）
  - 工場法施行令（大正5年8月3日勅令第193号）（1916年）
  - 工場法施行規則（大正5年8月3日農商務省令第19号）（1916年）
  - 工場危害予防及衛生規則（昭和4年6月20日内務省令第24号）（1929年）
- 黄燐燐寸製造禁止法（大正10年4月11日法律第61号）（1921年）
- 工業労働者最低年齢法（大正12年3月30日法律第34号）（1922年）
- 重貨物ノ重量標示ニ関スル件（昭和5年5月6日内務省令第16号）（1930年）
- 労働者災害扶助法（昭和6年4月2日法律第54号）（1931年）
  - 土石採取場安全及衛生規則（昭和9年5月3日内務省令第11号）（1934年）
  - 土木建築工事場安全及衛生規則（昭和12年9月30日内務省令第41号）（1937年）
- 汽缶取締令（昭和10年4月9日内務省令第20号）（1935年）－独立命令
- 百貨店法（昭和12年8月14日法律第76号）（1937年）
- 商店法（昭和13年3月26日法律第28号）（1938年）
- 賃金統制令（昭和14年3月31日勅令第128号）（1939年）－国家総動員法に基づく命令
- 青年学校令ニ依リ修学セシメラルベキ者ノ就業時間ニ関スル法律（昭和14年4月24日法律第87号）（1939年）
- 工場法戦時特例（昭和18年6月16日勅令第500号）（1943年）－戦時行政特例法に基づく命令
- けい肺及び外傷性せき髄障害に関する特別保護法（昭和30年7月29日法律第91号）（1955年）
- けい肺及び外傷性せき髄障害の療養等に関する臨時措置法（昭和33年5月7日法律第143号）（1958年）

### 保護の適用範囲
労働基準法は、原則として、事業に使用されるすべての労働者について適用されるが、例外として、後述するように、同居の親族、家事使用人、一部の国家公務員等についてはその適用が除外されている。この労働基準法上の労働者性の判断は、契約その他一切の形式に関わりなく、実態により客観的に判断されるため、例えば明示的には雇用契約を締結せず、そのかわりに形式上・表面上は請負、業務委託等の契約書を交わしていても、実態として、事業に使用されている（＝使用従属性がある）という実態が認められる者は、労働基準法上の労働者としての保護を受けることとなる。従って、正社員に限らず、パート、アルバイト、日雇、研修医、外国人（不法就労外国人を含む。）等であっても労働基準法の労働者となる。事業も、それが法人か個人か、営利か否か、外資系企業か否かということは関係ない。
使用従属性は、第一に従事する作業が指揮監督下にあるかということ（使用者が業務遂行につき具体的な指揮命令を行うこと、時間的・場所的拘束を行うこと等）、第二に報酬の労務対償性により判断すべきものとされており、その判断基準は労働基準法研究会報告及び労働者性検討専門部会報告に詳しい（ただし、労働組合法における「労働者」の意義は労働基準法のそれとは異なるので注意されたい。）。
また、作業の指揮監督性が弱いために労働者とまでは言えないものの、報酬の労務対償性が強いとされる家内労働者（いわゆる「内職」）については、家内労働法により、若干ながら労働者に準じた保護が図られている。
労働基準法の適用単位は、事業場である。事業場とは、一定の場所において相関連する組織のもとに業として継続的に行われる作業の一体を意味し、例えば、工場、店舗、支店、営業所などの事業単位を意味する。ただし、新聞社の通信部等規模が著しく小さいものについては直近上位の事業場に一括して取扱い、また、同一場所におけるものでも例えば工場内の診療所、食堂等のように、その管理が全体から明確に区別された部門については、これを独立した一事業場として扱うことにより法がより適切に運用できる場合においては、独立した一事業場として取扱うこととされている。
労働基準法の主たる名宛人は使用者であるが、使用者の範囲には、事業主はもとより、事業の経営担当者その他その事業の労働者に関する事項について事業主のために行為をするすべての者が含まれる。その一方で、1972年に労働基準法の一部を分離して制定された労働安全衛生法では、使用者を名宛人とはせず、労働者を使用する事業者という概念を用いて主たる名宛人とした。事業者とは、個人事業である場合はその事業主、法人事業である場合はその法人を指し、営業利益の帰属主体そのものである。
このように労働基準の履行義務は第一に労働者を直接使用する事業（使用者ないし事業者）に課され、労働法制一般は労働と請負とを峻別して構築されている。しかし、例外として、一の場所において行う事業の仕事の一部を請負人に請け負わせている事業者のうち最上位にある者には、下請事業者に対して労働安全衛生法の遵守指導等を行う義務を負わせている。特に、建設事業又は造船事業における元方事業者には、統括安全衛生管理義務が課され、関係請負人を集めた協議組織の運営や、現場を毎日巡視する等の管理を行わなければならない。建設事業又は造船事業を自ら行う注文者で最上位にある者は、安全な足場の設置その他の具体的な安全措置の責任を、事業者と共に負うこととされている。さらに、建設事業に関しては原則として元請負人が災害補償を行うこととされている。

### 労働者保護各論

#### 賃金
賃金は、原則として、毎月1回以上、定期に、その全額を、日本円で、直接労働者に支払わなければならない。したがって、賃金を各月で支払わないこと、支払期日までに支払わないこと、賃金から控除・相殺を行うこと、現物支給をすること、代理人に支払うことなどは原則禁止されている。また、その額は、地域別・産業別に定められた最低賃金額以上でなければならない。
ただし、所得税、住民税、健康保険料その他のいわゆる公租公課については、賃金から控除することができ、また、弁当代等の公租公課以外のものであっても、賃金控除に関する労使協定を締結すれば、賃金から控除することができるが、事理明白でないものの控除は認められない。
また、就業規則の制裁規程にもとづいて減給を行うことは許されているが、その減給額は1つの行為につき平均賃金の半額以下でなければならない等とされ、言うまでもなく当該減給は労働者の行為に対して合理的かつ相当なものでなければならない。
最低賃金については、都道府県労働局長から許可を受ければ、労働能力の低い障害者、試用期間中の者、監視・断続的労働に従事する者等について、最低賃金額よりも低い賃金を支払うことができる特例制度がある。
企業倒産による賃金不払については、一定の要件の下で、政府（独立行政法人労働者健康安全機構等が事務を所掌）がその立替払を行う。また、建設業においては、一定の条件の下、下請負人の賃金不払について元請負人が立替払を行うよう、都道府県知事又は国土交通大臣が勧告を行うことがある。

#### 労働時間
日本における労働時間規制は、時間外労働、休憩、休日、年次有給休暇、深夜業、割増賃金（時間外、休日、深夜）等の諸概念を用いて法定され、複数の職場で労働者として業務に従事する者についても各職場での労働時間を通算して法が適用される。
労働時間には、実作業時間に従事した時間は言うまでもなく、機械、人間、現場等を監視するだけの時間や、手待ち時間も含まれるが、休憩時間は含まれない。労働時間は、契約、規約にかかわらず、実際に労働した時間を少なくとも分単位の精確さで計算しなければならない。しかし、坑内労働に従事する労働者、裁量労働制の適用を受ける労働者等については、労働時間を一定の規定の下でみなすこととされている。
労働時間規制の中核は時間外労働の原則禁止であり、即ち労働時間が原則として1日8時間かつ1週間40時間を超えてはならないという規定である。1週間の法定労働時間は、1947年の労働基準法制定において48時間に始まり、その後段階的に短縮されてきた。ただし、令和元年末現在、常時10人未満の労働者を使用する商業、接客娯楽業、保健衛生業等については、特例として1週間の法定労働時間が44時間となっている。なお、一定期間を平均して1週間あたり40時間であることを定めれば特定の日及び週についてそれぞれ8時間、40時間を超えてよいとする変形労働時間制は認められており、とりわけ1ヶ月単位の変形労働時間制（特例対象事業場については平均1週間44時間以下）及び1年単位の変形労働時間制は広く採用されている。法定労働時間及び変形労働時間を超える労働（時間外労働）及び休日労働は、災害等のため又は公務上の臨時の必要のある場合でない限り、労使が時間外労働協定（いわゆる三六協定）を締結し、かつ使用者がそれを所轄労働基準監督署長に届出ることで初めて適法に行うことができ、時間外労働に対しては25%以上（1ヶ月60時間を超える時間外労働に対しては50%以上（ただし、中小企業については2023年3月31日までは25%でも良い。））、休日労働に対しては35%以上の割増賃金を支払わなければならない。三六協定では、一定期間に係る時間外労働時間数の上限を定めなければならないが、この上限値は、限度基準（正式名称：労働基準法第三十六条第一項の協定で定める労働時間の延長の限度等に関する基準）によって規制していたものを2019年の法改正により労働基準法の本則に組み入れた。なお、一定の危険有害業務の時間外労働は1日につき2時間以下でなければならない。
また、休憩は、労働時間が6時間を超える場合に45分以上、8時間を超える場合に1時間以上、事業場の労働者全員に対し一斉に与えなければならず、その休憩時間は労働者の自由に利用させなければならない。
運輸交通業、商業、金融・広告業、映画・演劇業、通信業、保健衛生業、接客娯楽業及び官公署の事業については、年少者を除き、一斉休憩に関する規定は適用されない。運輸交通業及び通信業（郵便、電信及び電話の業務に限る）に従事する労働者のうち一定の者については、休憩に関する規定が適用されない。警察官、消防吏員、常勤の消防団員及び児童自立支援施設で児童と起居をともにする者については休憩の自由利用に関する規定が適用されない。
また、農業又は畜水産業に使用される労働者、並びに管理監督者及び秘密の事務を取り扱う者については、労働時間規制のうち年次有給休暇、深夜業、深夜割増賃金に関する規定のみが適用され、時間外労働、休憩、休日、時間外割増賃金及び休日割増賃金に関する規定については適用されない。なお、農業に係る外国人技能実習生については、労使協定、労働契約等によって労働基準法上の労働時間規制に準じた取扱を行うよう、農林水産省が農業事業主に指導を行っている。
なお、事業の種類等にかかわらず、労使協定の締結により、一斉休憩の規定の適用を除外することができる。
また、労働基準監督署長の個別的な許可にもとづく乳児院、児童養護施設、知的障害児施設、盲聾唖児施設及び肢体不自由児施設に勤務する職員で児童と起居をともにする者について休憩の自由利用の規定の適用除外、監視・断続的労働に従事する者の時間外労働、休憩、休日、時間外割増賃金、休日割増賃金の適用除外の制度が存在する。
改善基準は、労働基準法等法律の委任を受けない労働省告示であるが、路面運送における労働時間及び休息時間に関する条約（国際労働機関第153号，1979年6月27日採択，未批准）、路面運送における労働時間及び休息期間に関する勧告（国際労働機関第161号，1979年6月27日採択）に準拠し、中央労働基準審議会の審議を経て成立したもので、労働基準法に無い「拘束時間」、「休息期間」、「運転時間」等の概念を用いて自動車運転者につき多角的な労働時間規制を敷いている。拘束時間は、労働時間や休憩時間を合わせたもので、即ち使用者による一定の拘束下にある時間を言う。例えばトラック運転手については、拘束時間は1日につき最大16時間、1箇月につき293時間、連続運転時間は1回4時間までとされ、勤務と勤務の間には最低8時間の休息期間が確保されなければならない。改善基準の内容は、貨物自動車運送事業法及び道路運送法の委任を受けた国土交通省告示において準用されており、行政監督は労働基準監督機関と運輸機関（国土交通省自動車局、地方運輸局、運輸支局）とが独立に、又は合同で行い、違反事実を相互通報している。労働基準監督機関は、所管する改善基準に罰則等の制裁規定がないため改善基準違反に対して是正指導をするに留まるが、貨物自動車運送事業の許可官庁である運輸機関は違反事業者に対して車両使用停止、事業停止等の行政処分を行うことができる。しかし、実際には、改善基準違反は時間外労働協定違反を伴うことが多いことから、労働基準監督機関も併せて労働基準法違反について是正指導することが多い。

#### 奴隷的拘束及び非民主的労働慣行の撤廃
暴行、脅迫、監禁その他精神又は身体の自由を不当に拘束する手段によって、労働者の意思に反して労働を強制すること（強制労働）は、日本の労働基準法令で最も重い罰則を以て禁止されている。また、3年（一定の高度専門知識等を必要とする業務に従事する者及び満60歳以上の者については5年）を超える有期労働契約、労働者の労働契約違反や不法行為に対する損害賠償額を予定する契約、前借金の相殺、貯蓄の強制は、労働者の精神の自由を不当に拘束する手段となることから、禁止されている。
また、職業技能の習得を目的としている労働者を、そのために酷使したり、家事等の職業技能の習得に関係のない作業に従事させたりすることは禁止されている。
法律に基づいて許される場合の外、業として他人の就業に介入して利益を得ること（労働者供給業）は禁止されている。この典型的な例として、業としての人身売買、有料職業紹介、賃金のピンハネ、二重派遣等が挙げられる。法律に基づいて許される場合とは、職業安定法又は船員職業安定法に基づき許可を得た職業紹介行為がこれに該当する。
ただし、労働者派遣については、派遣元事業、派遣先事業、派遣労働者の3者が1つの労働関係を形成していることから、派遣元が「他人」の就業に介入しているとは解されない。
労働者の国籍、信条、社会的身分（人種、門地、民族等）、一酸化炭素中毒症にかかったことを理由として、賃金、労働時間その他の労働条件一切について差別的取扱を行うことは禁止されている。また、労働者が女性であることを理由として、賃金について男性との差別的取扱を行うこと、性別を理由として労働者の配置、昇進、降格、教育訓練、福利厚生、退職勧奨、解雇等について差別的取扱を行うことは禁止されている。

#### 労働契約の開始及び終了
労働契約の締結に際し、使用者は労働者に対して賃金、労働時間その他の労働条件について明示しなければならず、そのうち法定の事項については書面（労働条件通知書）に記載して労働者に交付しなければならない（ただし、労働者が希望すれば、書面でなくファクシミリや電子メール等でも良い。）。また、労働者の就業を妨害することを目的として、あらかじめ第三者と謀り、国籍、信条、社会的身分または労働組合運動に関する通信をしてはならない。労働者の募集及び採用を行う場合において、性別にかかわりなく均等な機会を与えなければならず、予備自衛官または予備自衛官補である者に対して不利益な取扱はしてはならない。
解雇は、客観的に合理的な理由を欠き、社会通念上相当であると認められない場合は、その権利を濫用したものとして無効とされる。また、一定の公益通報者に対する解雇も無効とされる。
業務上の傷病の療養のための休業又は産前産後休業の期間及びそれからの復職後30日間のうちに解雇することは禁止されている。
労働基準監督機関に対する申告を行った労働者を解雇することは禁止されている。
また、内部通報者等に対する報復的な解雇その他の不利益取扱については個別に禁止し、又は無効としている法律がある。
その他労働者が一定の地位にあり、又は一定の行為を行ったことに対する解雇その他の不利益取扱についても個別に禁止している法令がある。
解雇は、原則として、労働者に対して30日以上前に予告しなければならず、30日以上前に予告しない場合は解雇予告手当を支払わなければならない。
無期労働契約において、労働者は2週間前（ただし月給制の場合は賃金締日の半月前、年俸制等の場合は3ヶ月前等）に申し出ればいつでも退職することができる。有期労働契約であっても、労働者はやむをえない事由があれば途中で退職することができ、やむをえない事由が無くても、1年を経過すれば労働者（一定の高度専門知識等を必要とする業務に従事する者及び満60歳以上の者を除く。）はいつでも退職することができる。
労働契約の締結に際して明示された労働条件（労働基準法第15条第1項で明示が義務づけられている事項に限る。）が事実と相違する場合は、労働者は上述の民法の規定等に拘わらず即時に退職することができ、このとき就職のため引越を行った者で当該即時退職後14日以内に帰郷するものに対しては、使用者はその帰郷のための旅費を負担しなければならない。
なお、いかなる事情があろうとも、退職の意を示した労働者に対して労働を強制することは許されないことは言うまでもない。

#### 従業員代表制
賃金の控除協定、変形労働時間制協定、時間外労働協定、休日労働協定その他の労働基準法上の諸規制を緩和する特例措置を行う場合において、労使協定の締結が必要とされている。使用者は、この協定について、事業場の労働者の過半数で組織する労働組合（以下「過半数組合」という。）がある場合はその過半数組合、過半数組合がない事業場においては事業場の労働者のうちの過半数を代表する者（過半数組合と併せて以下「過半数代表者」という。）と締結することとされているが、過半数代表者は管理監督者以外の労働者から選出しなければならないと定められている。また、安全委員会、衛生委員会又は安全衛生委員会の構成員のうち、事業場の事業を統括する者から選出する1名を除いた半数以上の委員については過半数代表者の推薦に基づき指名しなければならないという規定もある。

#### 安全及び衛生
労働基準のうち、安全及び衛生に関する事項については、主として労働安全衛生法で定められているが、事業附属寄宿舎における安全及び衛生並びに女子及び年少者の危険有害業務への就業制限については労働基準法、家内労働者及び補助者の安全及び衛生については家内労働法、じん肺健康管理等についてはじん肺法、作業環境測定機関等については作業環境測定法で定められている。
労働安全衛生法は、労働者の安全と健康を確保するとともに、快適な職場環境の形成を促進することを目的として、政府の労働災害防止計画、事業者における安全衛生管理体制、危険及び健康障害の防止措置、機械等並びに危険物及び有害物に関する規制、労働者への安全衛生教育、就業制限、健康診断その他の健康管理、快適職場、免許等について規定している。
このうち、機械等または有害物に対する製造・流通規制や就業制限に関する規定の中には、労働者を使用する事業者に限らず、何人（なんぴと）にも適用されるものがある。

#### 災害補償及び政府による保険
業務上の死傷病については使用者に金銭的補償義務があるが、一定規模未満の農林水産業を除き、事業主は、政府が管掌する労働者災害補償保険に加入しなければならず、災害補償金は一部を除いて労働者災害補償保険から給付されるが、事業主に故意または重大な過失がある労働災害の災害補償に関しては、事業主に対して補償額の全部又は一部に相当する費用徴収がなされる。

### 行政監督
日本における労働基準監督は、適用除外や特例のない限りにおいて、厚生労働省労働基準局長、都道府県労働局長、所轄労働基準監督署長及びそれらに所属する労働基準監督官から組織される労働基準監督機関（以下「一般労働基準監督機関」という。）が担っている。労働基準監督官は、労働基準法、最低賃金法、じん肺法、炭鉱災害による一酸化炭素中毒症に関する特別措置法、家内労働法、労働安全衛生法、作業環境測定法、賃金の支払の確保等に関する法律の8の法律については、その違反に関して、行政取締（是正勧告）の権限を行使するのみならず、その違反に係る犯罪に対しては司法警察権をも有する。また、自動車運転者の労働時間等の改善のための基準については、法規命令（告示）であるため罰則はないが、この違反についても是正勧告を行う。このほか、これらの法律の施行や労働災害の防止のために必要な事項については、法律違反でなくとも、行政指導等の行政措置を行う。
労働基準監督官は、国家公務員であり、原則として法文区分又は理工区分の労働基準監督官採用試験に合格した者のうちから任用され、労働基準監督署での実地研修・訓練や独立行政法人労働政策研究・研修機構労働大学校等における講義形式の研修・訓練を受ける。労働基準監督官の罷免には、公・労・使からなる労働基準監督官分限審議会の同意を必要とする。また、女性労働者については、厚生労働省雇用環境・均等局長及びその指揮の下にある職員も監督を行うことが出来る。
労働基準監督官は、数年から1ヶ月単位の監督計画に基づいて、原則予告せず、事業場へ立入検査（臨検）を行っている。違反その他の問題点が認められた場合は、是正勧告書、指導票等の文書を交付し、それに対する是正・改善を確認して行政指導を完了するが、重大又は悪質な違反行為については刑事訴追のための捜査・送検を行う。また、監督の手法には、立入検査だけでなく、所轄労働基準監督署等に事業主を出頭させて行う「呼出監督」、講演形式で行う「集団指導」などがある。従来は、労働基準監督官は1名で臨検することが多かったが、平成31年度からは2名以上で臨検することが原則とされている。
男女雇用機会均等法、育児・介護休業法については、雇用均等行政（厚生労働省雇用環境・均等局長、都道府県労働局長、都道府県労働局雇用環境・均等室長及びその所属する職員）が違反等に対する是正指導、公表処分等を行うが、報告徴収・立入検査に関する違反を除き罰則がないため司法警察権は有していない。
この外、労働基準監督機関以外の国又は地方公共団体が、許認可権を握る社会福祉施設、自動車運送業等の事業者に対する監査において労働基準関係法令の遵守状況も併せて調査指導を行うことがあり、諸分野における助成金の支給要件に労働基準関係法令の遵守が盛り込まれていたり、国及び地方公共団体が、安全管理を怠り重大な労働災害を発生させた建設事業者に対して公共工事における指名停止処分を行ったりしており、これらも労働基準関係法令の履行確保に役立っている。

#### 通報制度
労働者は労働基準法等の違反の事実があるときに、家内労働者及び補助者は家内労働法違反の事実があるときに、これを労働基準監督官に申告することができ、労働基準監督官はこれに対する行政上の調査指導を行う。申告した労働者へ解雇その他不利益取扱をした使用者は処罰される。また、申告した家内労働者への不利益取扱をした委託者には是正命令がなされ、当該命令に違反した委託者は処罰される。
また、在職中又は退職後1年以内の労働者（※家内労働者は該当しない）が、労働基準関係法令違反（ただし、罰則のあるもの、及び違反に対する処分に対する違反に罰則のあるもののみ）の事実あるいはその事実がいままさに生じようとしている旨を、労務提供先等、処分・勧告等を行う権限を有する行政機関、被害を受ける虞のある者等に通報した場合は、当該労働者は公益通報者保護法による保護を受ける。多くの場合、在職中の労働者の申告は同時に公益通報となる。
また、平成27年4月1日より、行政手続法が改正され、誰であっても、法定の申出書を提出することにより、労働基準関係法令違反に係る労働基準監督機関の行政指導又は行政処分（その根拠となる規定が法律に置かれているものに限る。）を求めることができるようになった。

#### 違反行為に対する措置
上述の8法の違反行為については、暴力団、児童労働等特殊な背景をもった事件でない限り、警察ではなく、専門機関である労働基準監督機関が捜査を行っている。これらの罰則の殆どは行政刑法として運用されており、強制労働等の刑事犯、製造等禁止物質の製造、労災隠し等重大な違反を除いては、第一に行政指導による是正が期待されることが多い。ただし、重大な労働災害を発生させた違反行為や、繰返し違反行為は刑事犯性質が強いことから、原則として刑事訴追される。また、労働災害については、警察が業務上過失致死傷罪（刑法第211条前段）の捜査も行うこともある。
上述の8法の違反行為に対する公訴時効は、強制労働罪については7年、登録製造時等検査機関等の収賄罪等については5年、それ以外の罪については3年である。
労働基準関係法令違反は身分犯であり、それは各法令各条項の定めにあるとおり、使用者、事業者、製造者その他の者及びその従業者に限られるが、元方事業者、発注者、荷主その他の他人が労働基準関係法令の違反を共謀、教唆、幇助等した場合は、刑法総則に従って当然それらも処罰されることは言うまでもない。
男女雇用機会均等法は、厚生労働大臣及び都道府県労働局長に対する報告徴収義務に関する違反以外に罰則をもたず、その履行確保は主として行政指導によるが、行政指導に従わない場合は公表の行政処分に付される。

### 適用除外、特例等

#### 同居の親族のみを使用する事業
同居の親族のみを使用する事業は、労働基準法及び労働契約法についてはその適用から除外されており、また、最低賃金法、じん肺法、炭鉱災害による一酸化炭素中毒症に関する特別措置法、労働安全衛生法及び賃金の支払の確保等に関する法律については「労働者」の定義から除外されている。
他方、個別労働関係紛争の解決の促進に関する法律及び公益通報者保護法については適用される。
なお、家内労働法において定義される「補助者」（家内労働者の同居の親族であって、当該家内労働者の従事する業務を補助する者）は、家内労働法の保護を受ける。

#### 家事使用人
家事使用人とは、雇い主の家の家族の指揮命令のもとで家事一般に従事する者がこれに当たるが、個人家庭における家事を事業として請け負う者に雇われて、当該事業の指揮命令下で家事を行う者は家事使用人に該当しない。
家事使用人は、労働基準法についてはその適用から除外されており、また、最低賃金法、じん肺法、炭鉱災害による一酸化炭素中毒症に関する特別措置法、労働安全衛生法及び賃金の支払の確保等に関する法律については「労働者」の定義から除外されている。
他方、個別労働関係紛争の解決の促進に関する法律、公益通報者保護法及び労働契約法については適用される。

#### 国家公務員
一般職の国家公務員については、労働基準関係法令の適用は全面的に除外され、その代わりに国家公務員法、国家公務員の給与に関する法律、一般職の職員の勤務時間、休暇等に関する法律等により別途労働基準が定められている。
特別職の国家公務員のうち裁判所職員、国会議員、防衛省職員についても、労働基準法等は全面的に適用が除外され、別途労働基準が定められている。

#### 地方公務員
地方公務員については、じん肺法は全面的に適用される。
地方公営企業及び特定地方独立行政法人の職員並びに単純労務職員には、最低賃金法が全面的に適用され、労働基準法は、有期労働契約の締結、更新及び雇止めに関する基準及び災害補償規定（地方公務員災害補償法が適用される場合に限るが）が適用除外となる。
それ以外の一般職の地方公務員については、最低賃金法が全面適用除外であり、労働基準法については、労使対等による労働条件の決定原則（第2条）、有期労働契約の締結、更新及び雇止めに関する基準（第14条第2項・第3項）、通貨払・直接払・全額払原則とこれらの特例（第24条第1項。ただし地方公務員法第25条に類似規定あり）、フレックスタイム制（第32条の3、第32条の3の2）、1年単位の変形労働時間制（第32条の4、第32条の4の2）、1週間単位の非定型的変形労働時間制（第32条の5）、労使協定による事業場外みなし労働時間制（第38条の2第2項・第3項）、専門業務型裁量労働制（第38条の3）、企画業務型裁量労働制（第38条の4）、計画的な年次有給休暇協定制度（第39条第6項）、使用者による年間5日の年次有給休暇の時季指定義務（第39条第7項・第8項）、高度プロフェッショナル制度（第41条の2）及び就業規則に関する規定（第9章＝第89条～第93条）が適用除外となっており、地方公務員災害補償法第2条第1項に規定する者については災害補償に関する規定（第8章＝第75条～第88条）が適用除外となっており、また特例としては1箇月単位の変形労働時間制（第32条の2）を労使協定によって導入することができない、一斉休憩（第34条第2項）の除外を労使協定ではなく条例によって実施する、割増賃金の支払に代えて与える代休（第37条第3項）に労使協定が不要である、時間単位の年次有給休暇の付与（第39条第4項）に労使協定が不要であり5日という上限もないといったものがあり、労働安全衛生法については高度プロフェッショナル制度適用労働者の面接指導（第66条の8の4）が適用除外となっている。
さらに、一般職の地方公務員のうち工業的業種、農林畜水産業、商業、金融・広告業、映画・演劇業、保健衛生業、接客娯楽業又は清掃業に従事する職員以外の職員（従って、通信業、教育・研究業、官公署又はその他の事業のみに従事する一般職地方公務員）については、国の労働災害防止計画に関する規定（安衛法第2章）が適用除外されているほか、労働基準法及び労働安全衛生法の違反罪に係る労働基準監督官の司法警察権（労基法第102条、安衛法第92条）が及ばず（従って都道府県警察等が司法警察権を行使する）、行政監督を人事委員会又はその委任を受けた委員（人事委員会を置かない地方公共団体にあっては、当該地方公共団体の長）が行うこととなっている。都道府県、政令指定都市及び和歌山市には人事委員会があるが、それ以外の市町村については市町村長が行政監督を行うこととなる。一部事務組合や広域連合といった地方公共団体の組合についてはその長が行政監督を行うこととなる。
一般職の地方公務員のうち工業的業種、農林畜水産業、商業、金融・広告業、映画・演劇業、保健衛生業、接客娯楽業又は清掃業に従事する職員は、労働基準監督署又は地方運輸局による労働基準監督を受けることとなる。
さらに、公立の義務教育諸学校の教育職員である地方公務員については、条例に定めがあれば、1年単位の変形労働時間制（読み替えられた労基法第32条の4）の運用が可能であるが、当該1年の途中での入退職等に係る清算規定（労基法第32条の4の2）は適用されない（清算条項を条例で定める余地はあると思われる）。また、一定額の教員調整額の支払いをするが時間外勤務手当及び休日勤務手当は支給しないこととされている。

#### 船員
船員については、労働基準法の大部分及び労働安全衛生法の適用が除外されており、適用除外となった部分については船員法により別途労働基準が定められている。
船員法は、船舶所有者、船長、海員等の身分を定義しており、労働基準法等と比較すると、船舶所有者は事業主、船長は指揮命令を行う者、海員が労働者に概ね相当すると言える。船員法は、船上における労使の秩序に関して、船長による海員の懲戒権を定める等、労働基準法等に比して厳しく具体的な規定を設けている。

#### 鉱山における保安
鉱山における保安については、労働安全衛生法中の労働災害防止計画に関する規定が厚生労働大臣を経済産業大臣と読み替えた上で適用される他は労働安全衛生法が適用されず、代わりに鉱山保安法が適用される。鉱山における保安の監督は、経済産業省産業保安監督部が行う。ただし、鉱山においても、鉱山における保安に含まれない部分、すなわち衛生（通気及び災害時の救護を除く。）に係る事項については、労働安全衛生法の適用を受け、労働基準監督署の監督を受ける。

#### 被収容者の刑務作業
刑事施設に収容されている者等は刑務作業に従事していても労働基準法の労働者とは解されないが、その作業条件の基準については、労働安全衛生法に準じて法務大臣が定めることとされている。

## 米軍統治下の沖縄における労働基準
太平洋戦争に敗けた日本のうち、沖縄は1972年まで米軍の統治を受けた。1953年1月、琉球列島米国民政府により、僅か17条の労働基準令（布令第97号）が公布されたが、同年9月1日には、本土の労働基準法と概ね同様の内容である労働基準法（1953年立法第44号）が公布され、30日後に施行された。本土同様、労働基準監督官制度が作られ、組織としては琉球政府労働部に労働基準課が置かれ、沖縄労働基準監督署、宮古労働基準監督署及び八重山労働基準監督署が開設された。その後、労働部労働基準課は労働局労働基準部に改組し、沖縄署は那覇署、名護署及びコザ署に分割された。沖縄は1972年5月15日に本土に復帰し同日から本土の法律の適用を受けることとなり、沖縄の労働基準法から本土の労働基準法への移行については若干の経過措置が定められた。

## 関連文献
- 美濃部達吉 『行政刑法概論』 岩波書店、1939年（近代デジタルライブラリー）
- 官報第6066号 昭和22年4月7日月曜日（国立国会図書館デジタルコレクション）（制定時の労働基準法）
- 労働省 『労働行政史 第1巻』 労働法令協会、1961年
- 労働省 『労働行政史 第2巻』 労働法令協会、1969年
- 寺園茂章 『家内労働法の解説』 労務行政研究所、1981年
- 厚生労働省労働基準局 『労働法コンメンタール③ 平成22年版 労働基準法 上』 株式会社労務行政、2011年、ISBN 978-4-8452-1262-0
- 厚生労働省労働基準局 『労働法コンメンタール③ 平成22年版 労働基準法 下』 株式会社労務行政、2011年、ISBN 978-4-8452-1263-7
- 労働基準法研究会報告（労働基準法の「労働者」の判断基準について）昭和60年12月19日
- 労働基準法研究会労働契約等法制部会 労働者性検討専門部会報告 平成8年3月
- 寺西輝泰 『改訂版 労働安全衛生法違反の刑事責任 総論』 日労研、2004年
- 岩出誠 『第3版 実務 労働法講義〈上巻〉』 民事法研究会、2010年
- 岩出誠 『第3版 実務 労働法講義〈下巻〉』 民事法研究会、2010年
- 労働調査会出版局 『改訂5版 自動車運転者労務改善基準の解説』 労働調査会、2013年
- 厚生労働省労働基準局 『改訂15版 労働基準法解釈総覧』 労働調査会、2014年
- 労働調査会出版局 『安衛法便覧 平成26年度版』 労働調査会、2014年
- 労働法令協会 『労働総覧 平成27年版』 労働法令、2014年
- 「請負・労働者供給・労働者派遣の再検討」濱口桂一郎